# Livistona carinensis
Livistona carinensis là loài thực vật có hoa thuộc họ Arecaceae. Loài này được (Chiov.) J.Dransf. & N.W.Uhl mô tả khoa học đầu tiên năm 1983.